# Juncus patens
Juncus patens är en tågväxtart som beskrevs av Ernst Meyer. Juncus patens ingår i släktet tåg, och familjen tågväxter. Inga underarter finns listade i Catalogue of Life.